# Anteros

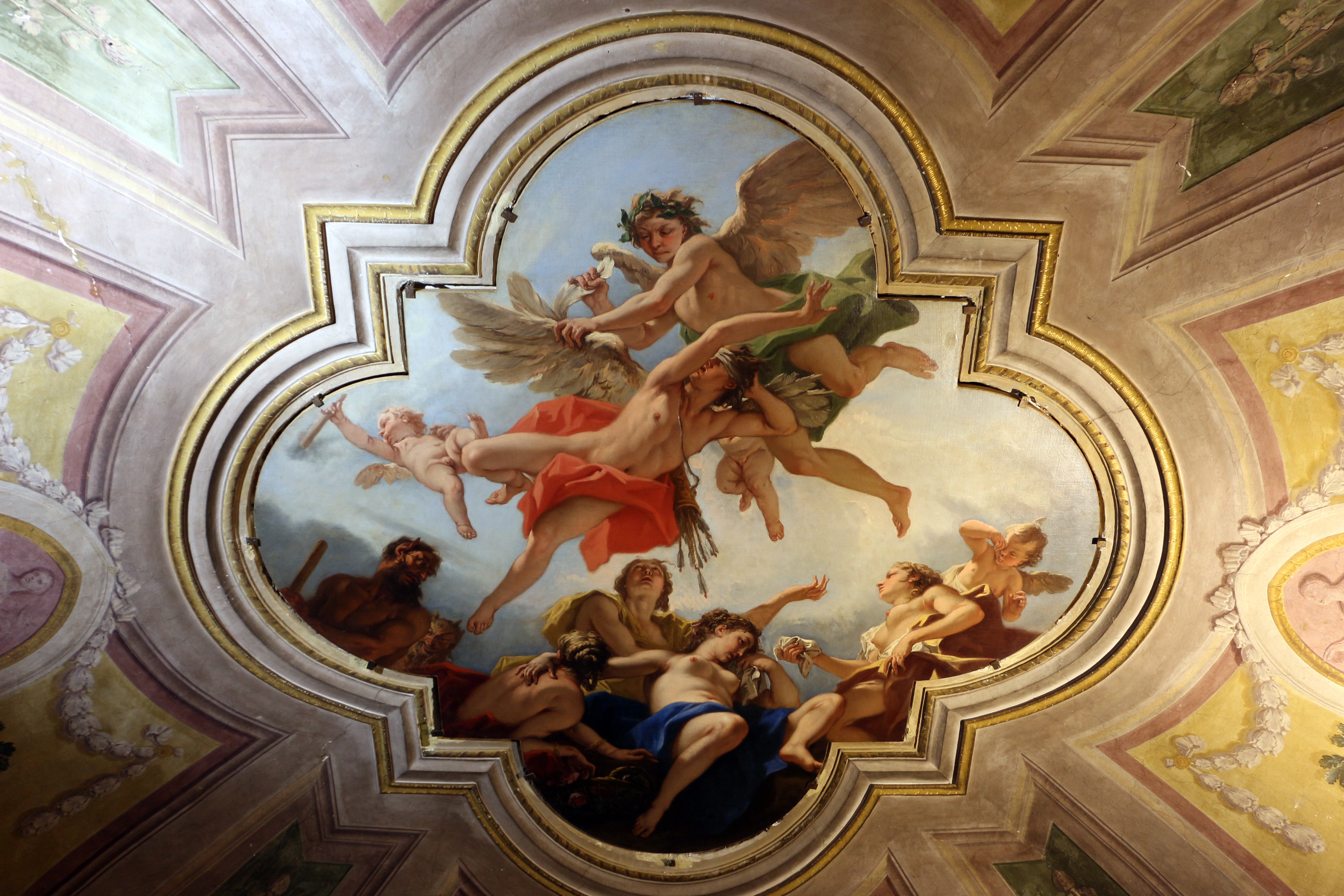
Punishment of Cupid

Anteros (o grego antigo: Ἀντέρως, Antérós) era, na mitologia grega, o deus do amor retribuído, literalmente "amor devolvido" ou "contra-amor" e também punidor daqueles que desprezam o amor e os avanços de outros, ou o vingador do amor não correspondido. Ele também era um dos Erotes
Anteros era filho de Ares e Afrodite na mitologia grega , dado como um colega de brincadeira com seu irmão Eros, que era solitário - a razão de ser que o amor deve ser respondido se for para prosperar. Alternativamente, ele disse ter surgido do amor mútuo entre Poseidon e Nérites. Fisicamente, ele é retratado como semelhante ao Eros em todos os sentidos, mas com cabelos longos e asas de borboleta emplumadas. Ele também foi descrito como armado com um arco de ouro ou flechas de chumbo.
Anteros, com Eros, era um dos muitos deuses com asas chamados Erotes, os deuses alados sempre jovens, geralmente retratados como meninos alados na companhia de Afrodite ou de suas deusas auxiliares.
Um altar para este deus foi criado pelos meticulosos em Atenas em comemoração ao amor desprezado de Timagoras, que foi rejeitado pelos ateniense Meles. Ao ouvir a declaração de amor de Timagoras por ele, o jovem, zombadoramente, ordenou que ele se jogasse do alto de uma rocha alta. Ao ver Timagoras morto, Meles se arrependeu e se atirou da mesma rocha.
Descrevendo a natureza da emoção, Platão afirma que é o resultado do grande amor para outra pessoa. O amante, inspirado pela beleza, está cheio de amor divino e "preenchendo a alma do amado com amor em troca". Como resultado, o amado se apaixona pelo amante, embora o amor seja falado apenas como amizade . Eles experimentam dor quando os dois estão separados, e alívio quando estão juntos, a imagem espelhada dos sentimentos dos amantes, é anteros, ou "contra amor". 
Em alguns contos gregos é dito que o Anteros fez um espartano se apaixonar por si, o obrigando a arrancar o próprio coração em um ato suicida por não ter a paixão correspondida pelo deus. Podendo ser interpretado como uma metáfora de como a falta de amor é tão volátil e autodestrutiva quanto o amor em si.
Anteros é o assunto do Memorial Shaftesbury em Piccadilly Circus, em Londres, onde ele simboliza o amor filantrópico altruísta do conde de Shaftesbury para os pobres. O memorial às vezes é dado o nome O Anjo da Caridade Cristã e é popularmente confundido com Eros.

## Referência
- Craig E. Stephenson: Anteros. A Forgotten Myth. New York, 2011. ISBN 978-0-415-57230-9